# Lattanzio Pagani
Pour les articles homonymes, voir Pagani (homonymie).
Lattanzio Pagani (né à Monterubbiano, dans la province de Fermo (Marches), documenté dans les années 1520 - 1582) est un peintre italien du XVIe siècle.

## Biographie
Lattanzio Pagani est le fils du peintre Vincenzo Pagani.
Il s'orienta vers le style maniériste de la culture romaine post-raphaélesque.
L’artiste travailla dans les principales décorations pérugines des années 1540 comme les fresques perdues de la Rocca Paolina (v. 1543) et celles de Storie di Braccio Fortebracci da Montone pour la Sala della Congregazione Governativa du Palazzo dei Priori, réalisées entre 1545 et 1548, avec Tommaso Barnabei (« il Papacello »), sur commission du cardinal Tiberio Crispo.
Entre 1548 et 1549 il réalisa le retable de l'église Santa Maria del Popolo, en collaboration avec Cristofano Gherardi aujourd'hui conservée à la  Galerie nationale de l'Ombrie.

## Œuvres
- Fresque (vers 1543) perdues, de la Rocca Paolina, Pérouse.
- Storie di Braccio Fortebracci da Montone (1545 et 1548), Sala della Congregazione Governativa du Palazzo dei Priori, réalisés avec Tommaso Barnabei.
- Retable de l'église Santa Maria del Popolo, en collaboration avec Cristofano Gherardi, Galerie nationale de l'Ombrie, Pérouse.
- Cruifixion, retable, église Santa Maria dei Letterati, Monterubbiano.
- Guerrier, huile sur bois de 77 × 188 cm[1].

## Sources
- (it) Cet article est partiellement ou en totalité issu de l’article de Wikipédia en italien intitulé « Lattanzio Pagani » (voir la liste des auteurs).